# فرانسیسکو وارلا (بازیکن فوتبال، زاده ۱۹۹۴)
فرانسیسکو وارلا (انگلیسی: Francisco Varela؛ زادهٔ ۲۶ اکتبر ۱۹۹۴) بازیکن فوتبال اهل اسپانیا است.
از باشگاه‌هایی که در آن بازی کرده‌است می‌توان به باشگاه فوتبال رئال بتیس اشاره کرد.
وی همچنین در تیم‌های ملی فوتبال زیر ۱۸ سال اسپانیا، زیر ۱۹ سال اسپانیا، و زیر ۲۰ سال اسپانیا بازی کرده‌است.